# Sandro Reyes
Sandro Miguel Sison Reyes (* 29. März 2003 in Makati City) ist ein philippinisch-spanischer Fußballspieler. Er ist aktuell für den deutschen Viertligisten FC Gütersloh und in der philippinischen Fußballnationalmannschaft aktiv.

## Persönliches Leben
Sandro Reyes wurde in Makati City, im Zentrum der philippinischen Hauptstadtregion Metro Manila geboren. Reyes stammt aus einer politischen Familie auf den Philippinen. Sein Vater Edmundo Reyes Jr. fungierte von 1998 bis 2007 als Vertreter des gesamten Kongressbezirks der Provinz Marinduque und ist ehemaliger Geschäftsführer des Toll Regulatory Board, einer Regierungsbehörde die alle mautpflichtigen Straßen auf den Philippinen reguliert. Seine Großmutter väterlicherseits, Carmencita Reyes, war von 1978 bis 1998 und von 2007 bis zu ihrer Wahl zur Gouverneurin von Marinduque im Jahr 2010 ebenfalls Kongressabgeordnete von Marinduque, in dem sie bis zu ihrem Tod im Jahr 2019 tätig war. Seine Tante, Regina Reyes Mandanas, war mit Unterbrechungen von 1995 bis zu ihrem Tod im Jahr 2022 Kongressabgeordnete von Marinduque, und die Ehefrau des Gouverneurs der Provinz Batangas Hermilando Mandanas.

## Karriere

### Verein
Im Alter von vier Jahren begann Reyes mit der Sportart Fußball. Im Kindesalter wurde er während eines vom FC Barcelona organisierten Fußballcamps in Singapur von Talentscouts des Vereins entdeckt. Im Alter von neun Jahren wechselte er nach Barcelona in die Jugendakademie La Masia. Danach spielte er in den Jugendmannschaften des FC Santboià und UE Sants.
Im Jahr 2021 kehrte er zurück in sein Heimatland und trat dem Azkals Development Team bei. Reyes gab sein Debüt für „ADT“ bei einer 0:2-Niederlage gegen den Kaya FC-Iloilo in der Gruppenphase des PFL Cup 2021. Im Finale trafen beide Vereine erneut aufeinander, indem Santos mit seiner Mannschaft durch ein Tor von Kenshiro Daniels mit 0:1 unterlag. In der Saison 2022/23 spielte Santos die erste Hälfte der Spielzeit für den Kaya FC-Iloilo, der später die Philippinische Meisterschaft gewann. Im Januar 2023 wechselte Reyes nach Deutschland zur zweiten Mannschaft der SpVgg Greuther Fürth in die Regionalliga Bayern. Sein Debüt gab er am 25. Februar 2023 gegen Viktoria Aschaffenburg, als er beim 3:0-Sieg in der Startelf stand. Im April 2023 gelang ihm gegen die DJK Vilzing sein erstes Tor, als er die 1:0-Führung beim 2:1-Sieg erzielte. In der Rückrunde der Saison 2022/23 kam er auf insgesamt 13 Ligaspiele und ein Tor. In der folgenden Spielzeit 2023/24 absolvierte Reyes für Fürth 26 Spiele und erzielte ein Tor, erneut gegen Vilzing.
Im August 2024 wechselte Reyes zum FC Gütersloh in die Regionalliga West. Sein Debüt für die Ostwestfalen gab er am 17. August 2024 als Einwechselspieler gegen Türkspor Dortmund, wobei er bereits nach einer Spielminute eine Rote Karte erhielt, nachdem er im Mittelfeld unnötig hart foulte. Das Spiel endete nach 2:0-Führung der Gütersloher nach dem Platzverweis mit einem 2:2-Unentschieden. Das erste Tor im Trikot von Gütersloh erzielte Reyes am 4. Oktober 2024 bei einem 3:1-Sieg im Derby gegen den SC Wiedenbrück, als er mit einem Traumtor aus 35 Metern den Endstand markierte.

### Nationalmannschaft
Im Jahr 2017 erhielt Reyes erstmals eine Berufung der Philippine Football Federation um für die U15-Nationalmannschaft zu spielen. Mit der U16 nahm er an der AFF U-16-Jugendmeisterschaft 2018 in Indonesien teil. Mit der philippinischen U19 nahm er vier Jahre später an der AFF U-19-Jugendmeisterschaft teil die ebenfalls in Indonesien stattfand.
Im Oktober 2021 wurde Reyes in die U23-Nationalmannschaft für die Qualifikationsspiele zum U23-Asienmeisterschaft 2022 gegen Südkorea, Singapur und Osttimor einberufen. Sein Debüt gab er bei einer 0:3-Niederlage gegen Südkorea. Reyes wurde im Jahr 2022 in den 20-köpfigen Kader für den Fußballwettbewerb bei den Südostasienspiele aufgenommen, die in Vietnam stattfanden.
Reyes wurde zum ersten Mal in den Kader der A-Nationalmannschaft bei der Südostasienmeisterschaft 2021 in Singapur berufen. Sein Debüt gab er in der Gruppenphase bei einem 3:2-Sieg gegen Myanmar, als er in der 72. Minute für Oskari Kekkonen eingewechselt wurde. Mit den Philippinen nahm er auch im Jahr 2024 an der Südostasienmeisterschaft teil.